# Gigadema
Gigadema is een geslacht van kevers uit de familie van de loopkevers (Carabidae). De wetenschappelijke naam van het geslacht is voor het eerst geldig gepubliceerd in 1859 door James Livingston Thomson.

## Soorten
Het geslacht Gigadema omvat de volgende soorten:
- Gigadema biordinatum Sloane, 1914
- Gigadema bostocki Castelnau, 1867
- Gigadema dux Blackburn, 1901
- Gigadema froggatti W.J.Macleay, 1888
- Gigadema grande (Macleay, 1864)
- Gigadema gulare Sloane, 1914
- Gigadema longipenne (Germar, 1848)
- Gigadema mandibulare Blackburn, 1892
- Gigadema maxillare Sloane, 1914
- Gigadema nocte (Newman, 1842)
- Gigadema obscurum Sloane, 1914
- Gigadema rugaticolle Blackburn, 1901
- Gigadema sulcatum (W.J.Macleay, 1864)